# Campionato asiatico maschile di pallacanestro 1971
Il 6º Campionato Asiatico Maschile di Pallacanestro FIBA si è svolto dal 30 ottobre al 10 novembre 1971 a Tokyo in Giappone. Il torneo è stato vinto dalla nazionale di casa.
I Campionati asiatici maschili di pallacanestro sono una manifestazione biennale tra le squadre nazionali del continente, organizzata dalla FIBA Asia.

## Squadre partecipanti
- Corea del Sud
- Filippine
- Giappone
- Hong Kong
- India
- Malaysia
- Singapore
- Thailandia
- Taiwan

## Classifica finale
| Pos | Squadra       | V-P |
| --- | ------------- | --- |
| 1   | Giappone      | 8-0 |
| 2   | Filippine     | 7-1 |
| 3   | Corea del Sud | 6-2 |
| 4   | Taiwan        | 5-3 |
| 5   | Malaysia      | 4-4 |
| 6   | India         | 3-5 |
| 7   | Thailandia    | 2-6 |
| 8   | Singapore     | 1-7 |
| 9   | Hong Kong     | 0-8 |